# Arihah
Arihah o Ariha  (en árabe: أريحا) es una ciudad de la gobernación de Idlib, en Siria. Su población en 2004 era de 39 501 personas. Es la capital del distrito epónimo.

## Historia
El lugar ha estado habitado desde al menos hace 5000 años. El nombre de Arihah (o Eriha) significa «perfume de flores». En la época del Imperio romano y del Imperio romano de Oriente, dependía administrativamente de Antioquía. Su apogeo se sitúa entre los años 240 y 350 y se convirtíó en un centro importante del cristianismo. La ciudad fue conquistada por el ejército musulmán de Amr ibn al-Asen el año 637. Estuvo bajo la administración de Qinnasrin, después de Alepo y a continuación de nuevo de Qinnasrin.
En 1226, el geógrafo Abu Abdallah Yaqut ibn-Abdallah al-Rumi al-Hamawi describió Arihah como un pequeño pueblo del distrito de Alepo y uno de los lugares «más agradables y mejores de la tierra de Dios». Señaló sus numerosos huertos, jardines y cursos de agua.
Al principio del siglo XX, el viajero Albert Socin pasó por Arihah e informó a Karl Baedeker, un editor alemán, que tenía aproximadamente 3 000 habitantes, y que el sitio estaba maravillosamente situado en medio de oliverales en la vertiente septentrional del Jebel Zaouiyeh.

### Guerra de Siria
Durante la Guerra de Siria, Arihah ha sido el teatro de múltiples enfrentamientos entre fuerzas gubernamentales y combatientes yihadistas. El ejército sirio atacó a los rebeldes entre marzo y junio de 2012, y la aseguró totalmente el 11 de agosto de 2012.
Los rebeldes yihadistas se apoderaron de algunas partes de la ciudad en julio de 2013, mientras que las fuerzas armadas de la República árabe siria establecieron tres puestos de control en la ciudad. El 24 de agosto, la rebelión la tomó completamente. La carretera nacional M4 atraviesa la ciudad antes de unirse a la M5 en Saraquib. El hecho de controlar una parte de la M4 en Arihah permitió a los yihadistas impedir el aprovisonamiento de las fuerzas gubernamentales procedentes de Latakia hacia Idlib o Alepo. No obstante, después de diez días de bombardeos, las fuerzas loyakistas retomaron la ciudad el 3 de septiembre.
El 25 de mayo de 2014, de los hombres del Jabhat Fateh al-Sham y de las unidades del Suqour al-Sham lanzaron dos asaltos sobre las colinas al sur de Arihah, con el fin de apoderarse de dos bases militares: el puesto de control del restaurante Phanar y la base de Chami que se encuentran en las alturas y vigilan el paso hacia las afueras del sur de la ciudad por dos carreteras. Por la mañana a las 6:00 h, los hombres de Jabhat Fateh al-Sham y de Suquor al-Sham detonaron al sur de la ciudad cuatro coches bomba. El primero lo conducía el terrorista Moner Mohammad Abu Salha (de 22 años de edad), nativo de Florida y portador de un pasaporte estadounidense. Destruyó completamente el puesto de control del restaurante Phanar y hubo pocos supervivientes. Otros dos coches bombas explotaron al oeste hacia la base de Chami: con el primero se atacó al ala de mando y con el segundo al punto de control. Finalmente, el último coche bomba se dirigió al inmueble de Aram. Su conductor, después de aparcar en el estacionamiento, logró escapar antes de la explosión. Las cuatro explosiones fueron seguidas por ataques de la artillería y de armas pesadas. Las dos zonas fueron tomadas por ambas organizaciones yihadistas al final del día.
El 26 de agosto de 2014, los yihadistas atacaron el puesto de control de Qiyasat, cerca de Arihah, destruyendo un tanque, con el objetivo de cortar la carretera de aprovisionamiento de Idlib a Latakia. Mientras tanto, la ciudad fue sitiada por las fuerzas rebeldes y los residentes que no pudieron huir, padecieron hambre. El 28 de mayo de 2015, Arihah cayó finalmente en manos de los rebeldes islamistas de Jaïch al-Fatah (Ejército de la Conquista).